# Götterdämmerung
Götterdämmerung (en alemany, El crepuscle dels déus o El capvespre dels déus) és un drama musical en un pròleg i tres actes, la darrera de les quatre òperes que constitueixen la tetralogia Der Ring des Nibelungen ('L'anell del Nibelung'), de Richard Wagner. Va ser estrenada al Festspielhaus de Bayreuth, a Baviera, el 17 d'agost de 1876, com a part de la primera representació completa de L'Anell.
El títol és una traducció a l'alemany de l'expressió Ragnarök, que en nòrdic antic i en el context de la mitologia germànica es referia a la profetitzada guerra entre els déus que conduiria a la fi del món. Tanmateix, com en la resta de l'Anell, la narració de l'apocalipsi que fa Wagner, difereix significativament de les antigues fonts nòrdiques; és un episodi que no apareix a les fonts principals del cicle, com ara la Saga dels volsungs o el Cant dels Nibelungs o la Cançó dels Nibelungs (Das Nibelungenlied en alemany).
El crepuscle dels déus representa la lluita entre déus, herois i criatures mitològiques per aconseguir un anell màgic que atorga la dominació del món. Aquesta òpera clou un cicle sobre la destrucció.

## Argument

### Pròleg

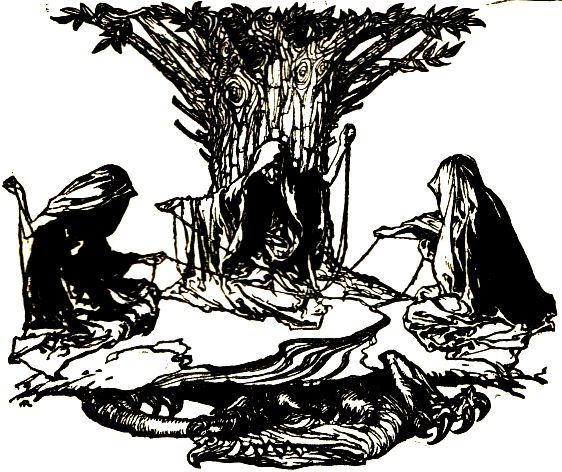
Les Nornes teixint la corda del destí, per Arthur Rackham (1912)

Les tres Nornes, filles d'Erda, es congreguen al costat de la roca de Brunilda, teixint la corda del destí. Canten sobre el passat i el present, i també del futur, quan Wotan calarà foc al Valhalla com a senyal de la fi dels déus. En un descuit, la corda es trenca. Lamentant-se de la pèrdua de llur saviesa, les Nornes fugen. Aquí tenim una altra mostra de tècnica dramàtica wagneriana dels recordatoris. Les Nornes ens fan avinent un tros de la història principal de l'Anell.
A l'alba, Sigfrid i Brunilda surten de la seva cova. Brunilda envia Sigfrid a la recerca de noves aventures, demanant-li que sempre tinga present el seu amor. Com a penyora de la seua fidelitat, Sigfrid li cedeix l'Anell, que havia agafat de la cova de Fafner després de matar el gegant transmutat en drac. Habillat amb la cuirassa de Brunilda i muntant el cavall d'aquesta, Grane, Sigfrid s'allunya riu avall.

### Acte I
L'acte comença en el palau dels Gibichungs, una estirp que habita junt al Rhin i governa una gran extensió. Gunther, senyor dels Gibichungs, seu al tron. El seu mig-germà o germanastre Hagen li aconsella de prendre muller i també de trobar un marit per a la seva germana Gutrune. Suggereix Brunilda com a muller per a Gunther, i a Sigfrid com a marit per a Gutrune. Ha donat a Gutrune una poció per a fer que Sigfrid oblide Brunilda i s'enamori de Gutrune; sota la seva influència, Sigfrid podrà conquerir Brunilda per a Gunther.
Sigfrid arriba al palau dels Gibichungs, amb el propòsit de veure's amb Gunther. Gunther li ofereix la seua hospitalitat, i Gutrune li fa beure el filtre d'amor. Ignorant la conspiració, Sigfrid brinda per Brunilda i pel seu amor. En beure la poció perd la memòria, i s'oblida de Brunilda i s'enamora de Gutrune. Sota la influència de l'encantament, Sigfrid s'ofereix per aconseguir una muller per a Gunther, i aquest li parla de Brunilda i del foc màgic que l'envolta. Ambdós es juren com a germans de sang, i Sigfrid surt vers la roca de Brunilda.
Mentrestant, Brunilda rep la visita de la seua germana valquíria Waltraute, la qual li conta com Wotan va tornar un dia dels seus vagarejos amb la seua llança trencada. (Wotan es troba consternat amb la pèrdua de la llança, atès que tots els pactes i acords a què havia arribat —tot allò que li donava poder—estaven inscrits en el seu mànec.) Wotan encarregà que li portaren branques d'Yggdrasil, l'arbre del món, i que foren apilades al voltant de Valhalla; va enviar els seus corbs a espiar arreu del món i a portar-li notícies; i ara es troba a Valhalla esperant el final. Waltraute suplica a Brunilda que torne l'anell a les filles del Rin, atès que ara la maledicció està perjudicant son pare, Wotan. Però Brunilda es nega a desfer-se de la penyora d'amor de Sigfrid, i Waltraute fuig desesperada.
Arriba Sigfrid, que ha pres l'aparença de Gunther usant el Tarnhelm, i reclama a Brunilda com a esposa. Tot i que Brunilda s'hi resisteix amb violència, Sigfrid aconsegueix dominar-la, arrabassant-li l'anell i posant-se'l ell mateix en la mà.

### Acte II

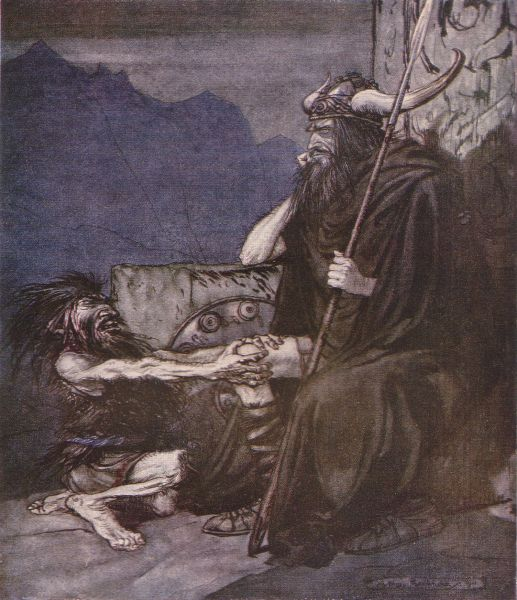
Alberich parlant amb Hagen, per Arthur Rackham (1912)

Hagen, esperant a la vora del Rin, rep en somnis la visita de son pare, Alberich. Davant la insistència d'Alberich, Hagen jura apoderar-se de l'anell. Sigfrid arriba amb l'alba, havent recuperat en secret la seua vertadera fesomia i intercanviat el seu lloc amb Gunther. Hagen convoca als gibichungs per a donar la benvinguda a Gunther i la seua promesa.
Gunther arriba amb una desolada Brunilda, que es queda estupefacta en albirar Sigfrid entre els presents. En veure l'anell en la mà de Sigfrid, conclou que ha estat traïda. Denuncia Sigfrid davant dels vassalls de Gunther. Però Sigfrid jura davant l'espasa de Hagen que les acusacions de Brunilda són falses. Després condueix Gutrune i els presents a la festa de noces, deixant Brunilda, Hagen i Gunther sols al costat del riu. Pregonament avergonyit per l'acusació de Brunilda, Gunther decideix, per suggeriment de Hagen, que Sigfrid ha de morir perquè ell recupere l'honor. Brunilda, veient l'oportunitat de venjar-se de la traïció de Sigfrid, s'uneix al complot i confessa a Hagen quin és l'únic punt feble de Sigfrid. Ella va usar els seus poders màgics per a fer-lo immune a les armes, però convençuda que un heroi tan gran mai no donaria l'esquena a l'enemic, va deixar-li les espatlles lliures del sortilegi. Hagen i Gunther decideixen portar a Sigfrid de cacera i assassinar-lo.

### Acte III

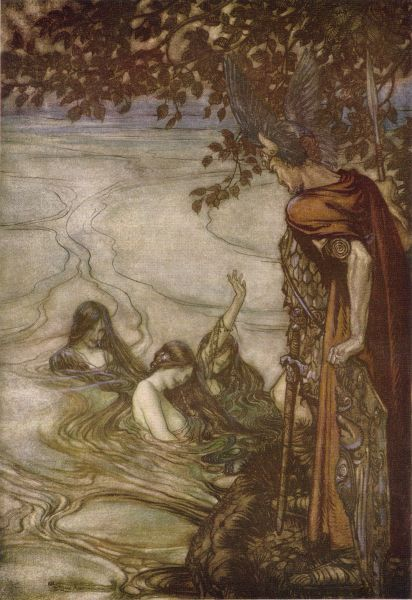
Les filles del Rin adverteixen Sigfrid, per Arthur Rackham (1912)

En els boscos de la ribera del Rin, les filles del Rin lamenten la pèrdua de l'or. Sigfrid apareix, separat de la seua partida de cacera. Les filles del Rin li demanen amb vehemència que retorne l'anell al riu i així podrà evitar la seua maledicció, però ell ignora llurs vaticinis de dissort. Les filles del Rin se'n van nadant, i prediuen que Sigfrid morirà i que la seua successora, una dama, els donarà un tracte més just.
Sigfrid es reuneix de nou amb els caçadors, incloent-hi Gunther i Hagen. Mentre descansen, narra les aventures de la seua joventut. Hagen li dona a beure una poció que li fa tornar la memòria, i llavors conta el descobriment de l'adormida Brunilda, i com la va despertar amb un bes. De sobte, dos corbs surten d'un arbust, i en quedar-se mirant-los, Hagen el travessa per l'espatla amb l'espasa. Els altres caçadors queden horroritzats, i Hagen amb calma s'allunya dins del bosc. Sigfrid mor recreant-se en els seus records de Brunilda. El seu cos és transportat en un solemne seguici fúnebre.
De nou al palau dels gibichungs, Gutrune espera el retorn de Sigfrid. Hi arriba Hagen, encapçalant la processó fúnebre. Gutrune reacciona amb una pregona desesperació en veure el seu promès mort. Gunther condemna l'assassinat de Sigfrid a mans de Hagen, i aquest replica que Sigfrid havia faltat a la seua paraula, i reclama l'anell que Sigfrid porta a la mà com a dret de conquesta. Quan Gunther hi refusa, Hagen l'ataca i l'assassina. Tanmateix, quan Hagen es dirigeix a arrabassar l'anell, la mà del difunt s'alça amenaçant, i Hagen recula.

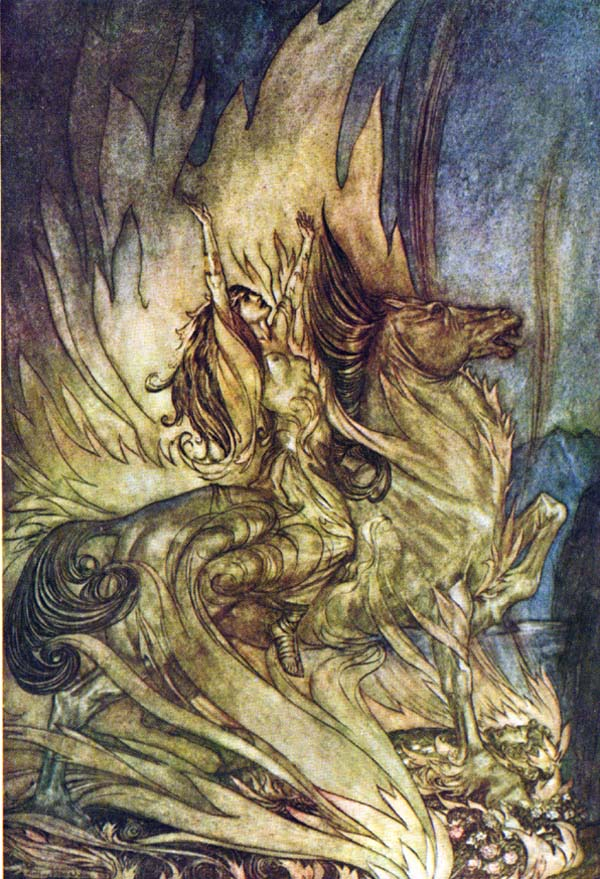
Brunilda es llança a les flames, per Arthur Rackham

Entra Brunilda i dona ordres perquè s'eleve una pira funerària al costat del riu, i envia els corbs de Wotan amb el seu amo, perquè li porten les "notícies tant de temps esperades". Pren l'anell i es dirigeix a les filles del Rin, dient-los que l'agafen entre les cendres, quan el foc haja netejat en ell la maledicció. La pira està en flama. Brunilda munta el seu cavall Grane i cavalca dins del foc.
El que segueix és potser una de les escenes més difícils de realitzar per a un director d'escena en tota la història de l'òpera: el foc s'enlaira mentre el Rin es desborda del seu llit, portant les filles del Rin sobre les ones. Hagen desapareix entre les aigües. Les filles del Rin fugen nadant, portant l'anell en triomf. El palau dels gibichungs es col·lapsa. A mesura que les flames creixen en intensitat, Valhalla comença a veure's en el cel. Brillants flames semblen atènyer el palau dels déus, en el qual poden veure's aquests, que van desapareixent a poc a poc de la vista. Cau el teló.

## Fragments cèlebres
Hi ha dos fragments orquestrals —Alba i viatge de Sigfrid pel Rin, un abreujada versió del pròleg sense els cantants; i Seguici fúnebre de Sigfrid, pres sense cap tall de l'acte III— que se solen interpretar com a peces de concert i que es poden trobar publicades de manera independent. Les versions inicials d'aquestes peces van ser aprovades pel mateix compositor. Aquests fragments inclouen finals compostos ad hoc per a arrodonir la seua execució independent.
Altres fragments notables són
- Duo de Sigfrid i Brunilda (Pròleg)
- Consell de Hagen (Acte I)
- Hagen i cor dels vassalls. Marxa Nupcial. (Acte II)
- Escena de la immolació de Brunilda (Acte III)

Segons Albert Speer, la darrera interpretació de l'Orquestra Filharmònica de Berlín abans de la seua evacuació de Berlín en la Segona Guerra Mundial va ser l'escena de la immolació de Brunilda al final de l'òpera.